# Syworohy
Syworohy (ukr. Сивороги) – wieś na Ukrainie, w obwodzie chmielnickim, w rejonie kamienieckim, w hromadzie Dunajowce. W 2001 liczyła 465 mieszkańców, spośród których 461 wskazało jako ojczysty język ukraiński, 3 rosyjski, a 1 białoruski.